# Sulyok Balázs

A lekcsei Sulyok család címere

Lecskei Sulyok Balázs  (fl. 1521–1542), királyi főkamarás, földbirtokos. Balassi Bálint és Bocskai István nagyapja, Dobó István apósa.

## Élete
A nemesi származású lecskei Sulyok család sarja. Apja lecskei Sulyok István (fl. 1467), földbirtokos, anyja enyingi Török Krisztina (fl. 1496). Az anyai nagyszülei enyingi Török Ambrus (fl. 1445–1491), Sopron vármegye főispánja, a Bosnyák Királyság kincstartója, valamint thapsoni Anthymus Ilona (fl. 1465–1488) voltak; Anthymus Ilonának az apja thapsoni Anthymus János (fl. 1417–1485), földbirtokos, és az apai nagyapja thapsoni Anthymus János (fl. 1368–1423) mester, alnádor 1408 és 1419 között, 1397-ben Szlavónia vice-bánja és körös vármegyei ispán, földbirtokos volt. Nagynénjei enyingi Török Ilona (fl. 1496), akinek a férje osztopáni Perneszy Imre (fl. 1469-1512), a Báthoryak babocsai várnagya, földbirtokos, valamint enyingi Török Lúcia, akinek a férje hédervári Héderváry Ferenc volt. Az anyai nagybátyja enyingi Török Imre, valkói főispán, nándorfehérvári bán, akinek a fia a híres Török Bálint nándorfehérvári bán volt.
Testvérével, Sulyok Istvánnal együtt gyámjai voltak az ifjú Török Bálintnak, bár ők sem lehettek sokkal idősebbek nála; anyjuk Sulyok Istvánné Török Krisztina, Török Bálint nagynénje volt. Szerepük volt abban, hogy Török Bálint nem volt hajlandó átadni a királynak 1521-ben Nándorfehérvárt, így annak eleste után őket is felelőssé tették ezért. Sulyok Balázs egyúttal Szabács várának várnagya volt az 1521-es török hadjárat idején és Szabács elvesztéséért akarták elsősorban felelősségre vonni. Mohács után Sulyok István és Balázs Török Bálint párthíveként előbb I. Ferdinánd magyar király, majd urukkal együtt 1536-ban Szapolyai I. János magyar király oldalára álltak. Ezzel a pártállással Sulyok Balázs 1540-ben Zala vármegyei részbirtokot nyert el, valamint a főkamarási tisztet is. Török Bálint elfogatása után (1541) azonban már újból Ferdinánd pártjára állt.

### Házassága és leszármazottjai
Sulyok Balázs feleségül vette a zalai ősrégi nemesi származású gersei Pethő Erzsébet kisasszonyt, akitől született:
- Sulyok Anna (fl. 1573). Férje: Balassa János (? 1518. január 18. – Vágbeszterce, 1577. május 6.[7]) Zólyom vármegye egykori főispánja (1553–1566)[8] és főkapitánya. Balassa János és Sulyok Anna gyermeke: Balassi Bálint költő.
- Sulyok Krisztina (fl. 1557). Férje: Bocskai György (fl. 1556–1571), földbirtokos. Bocskai György és Sulyok Krisztina gyermeke: Bocskai István erdélyi fejedelem.
- Sulyok Sára (fl. 1550). Férje: báró ruszkai Dobó István (1502 körül – Szerednye,[9] 1572 májusa) magyar katona, Eger várkapitánya, földbirtokos.